# 장멍린

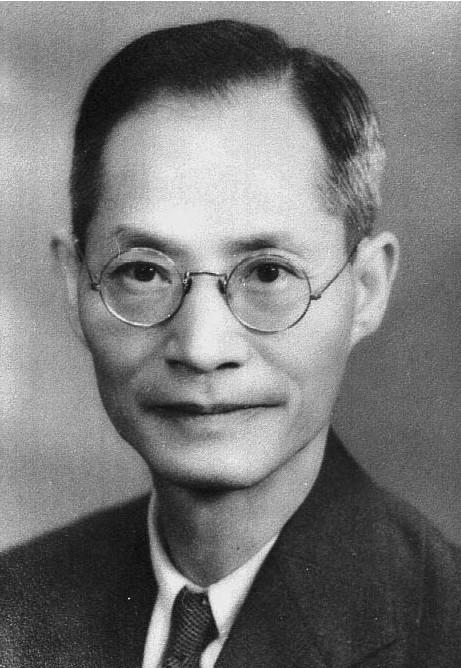
장멍린

장멍린(蔣夢麟, 1886년~1964년)은 중국의 교육자이다.

## 생애
1909년, 유미학무처를 거쳐 장멍린은 태평양을 건너, 캘리포니아대학에서 농학과 교육학을 전공했다. 대학 졸업과 동시에 컬럼비아대학에 대학원에 진학했다. 장멍린은 귀국 후 상하이에 진출해 인두(人書館)를 이끌었으며, 같은 기간 장쑤성(江蘇) 교육회의 이사를 겸임했다. 1년 후에 상인이 인쇄되어 친구와 함께 《신교육》 월간을 발행하여 주인이 되었다. 1930년, 운동대학원 폐강과 중앙대학 이장(案長) 등의 사건과 어린이 등 원로들의 의기투합으로 북평으로 돌아왔다. 12월에 정부에 의해 북경대학 학장으로 임명되었다.
1949년, 대만에 도착하여 운동대 건립을 추진하는데 힘을 다하여, 석조수건과 위원회 주임을 역임하였다. 1952년, 미국사회주임위원회(並會)가 미국사회 4건회의에 유치하여 정부기구와 회의의 협력을 도모하였다. 같은 시기부터 양육 정책을 제창하다.

## 교수 채용 방법
전문성 이외에 학력이나 경력은 보지 않았다. 초등학교도 나오지 않은 고전의 대가 첸무를 강단에 세웠다. <자본론>에 뛰어난 학생운동 전문가에게는 경제학과를 맡겼다.

## 저서
- 《중국 교육 원리》 (中國教育原理)
- 《과도시대의 사상과 교육》 (過渡時代之思想與教育)
- 《서조》 (西潮)
- 《신조》 (新潮)
- 《문화의 교류와 사상의 발전》 (文化的交流與思想的演進)